# إمامة عمان
إمامة عُمان  هي دولة قامت في محافظة الداخلية من سلطنة عمان الحالية، بدءًا من الجبل الأخضر وما ورائه، وعاصمتها نزوى، وكان يحكمها إمام عُمان الإباضي. وقد أُعلنت إمامة عمان مع انتخاب سالم بن راشد الخروصي إماماً في 1913م . وتلاه الإمام محمد بن عبد الله الخليلي. وفي عام 1954م تلاه الإمام غالب بن علي الهنائي الذي حاول أن يمدد نفوذه واستقلاله عن مسقط، وهو الأمر الذي استغرق السلطان سعيد بن تيمور وحلفاءه الإنجليز خمس سنوات ليخمدوه. وفي عام 1957م، استولت القوات السلطانية على مدينة نزوى وانتهت الإمامة، وفر الإمام غالب إلى الدمام بالسعودية حيث عاش منفيا حتى وفاته عام 2009م.

## أئمة الدولة
- عمر بن الخطاب الخروصي
- سالم بن راشد الخروصي
- محمد بن عبد الله الخليلي
- غالب بن علي الهنائي